# Henri Scheweleff
Henri Scheweleff (født 15. april 1983 i Vaasa, Finland) er en finsk tidligere fodboldspiller (midtbane). Han spillede tre kampe for Finlands landshold, og var professionel i både hjemlandet og i Sverige.